# Delilah Kami
Delilah Kami (ur. 1984 lub 1985) – lekkoatletka reprezentująca Papuę-Nową Gwineę, specjalizująca się w skokach.
Brązowa medalistka igrzysk Pacyfiku w skoku wzwyż (2015).

## Rekordy życiowe
- skok o tyczce – 2,30 (2015) rekord Papui-Nowej Gwinei[2][4]